# Hans Peter Holst
Hans Peter Holst (H.P. Holst) (23. oktober 1811 i København – 2. juni 1893 sammesteds) var en dansk digter.
Faderen, Hans Peter Holst (død 1830), var en købmandssøn fra Frederikshald – den nuværende norske by Halden.
Han drog til København, nedsatte sig der som vognmand og hyrekusk og
ægtede Maria Rasmussen, en bondepige fra Fredensborgegnen
(død 1855).
Vognmandsforretningen blev drevet på hjørnet af Kannikestræde
og Fiolstræde, hvor nu marmorpladen under kastanjetræet
minder om, at Holberg her havde sin embedsbolig, og i et lille
hus inde på den store plads, mellem grusdynger og sværtede
mursten fra bombardementets dage, fødtes sønnen Hans Peter Holst den
23. oktober 1811.

## Uddannelse
Han gik på Borgerdydskolen i København, hvorfra han dimitteredes i 1829. Efter anbefaling af sin rektor blev han 1830 huslærer hos daværende amtmand over Præstø Amt, kammerherre, grev Johan Sigismund Schulin (XV,335) på Petersgaard. Det var her, i den naturskønne egn med de store, ensomme strandskove, at hans poetiske åre for alvor blev vakt. Selskabet til de skjønne og nyttige Videnskabers Forfremmelse – grundlagt i 1759 – havde udsat en pris for de fire bedste romancer med emner af dansk historie, og Holst konkurrerede med de af Adam Oehlenschläger mærkbart påvirkede romancer Svend Tveskjæg, Aslaug, Kong Skjold og Kong Valdemars Stævne. Prisen tilkendtes ingen, men Holst fik ligesom Frederik Paludan-Müller «Hæderlig Omtale» og vendte efter et års ophold på Petersgaard tilbage til hovedstaden, hvor han udgav romancerne og i 1833 blev lærer i dansk ved Efterslægtselskabets Skole.
I 1835 begyndte han udgivelsen af «Nytaarsgave fra danske Digtere», hvoraf fire årgange udkom. I 1836 blev han lærer i dansk ved Landkadetakademiet og ægtede den 23. april samme år Maria Christina Amalia Holm (død 10. januar 1894), datter af oberstløjtnant af sjællandske lansenerer Gudmand Holm. (En lansener er en lansebevæbnet rytter).

## Med et mindedigt til Frederik 6. vinder Holst et navn 1839
Holst havde ved sine fire romancer vakt en del opmærksomhed, og denne var blevet forøget ved de poesier, han i de følgende år offentliggjorde. Det var dog først ved sit mindedigt i anledning af Frederik 6.'s død 1839, at han med ét slag vandt anerkendelse.
Digtet blev til på den måde, at Georg Carstensen – Tivolis stifter – foreslog ham at skrive en kort, versificeret tekst til et mindeblad om den netop afdøde konge, og under en spadseretur på volden fremstod digtet til akkompagnement af kirkeklokkernes ringen.
Allerede de første linjer: «O, Fædreland, hvad har du tabt, din gamle Konge sover» tolkede lige så sandt som
smukt nationens følelser ved den patriarkalske landsfaders død. Ved sin ædle simpelhed gjorde det en lignende virkning som i sin tid Johannes Ewalds kantate over Frederik 5. Digtet spredtes over hele landet i en uendelighed af eksemplarer, blev sat i musik af Weyse og indbragte endogså forfatteren en ikke ringe sum, dels i direkte honorar, dels i form af en hædersgave, som overraktes ham af mænd, der havde stået Frederik 6. personligt nær.
Kønt og morsomt fortæller Holst selv i Fra min Ungdom om den forgudelse, han dengang var genstand for (se digtene "En Løve" og "Honoraret"), men – ganske naturlig – udeblev reaktionen ikke. Et bind Digte udgivet året efter i 1840  fremkaldte en ganske vist ikke helt uberettiget, men dog temmelig ubillig kritik, og i en pseudonym piece (hvis forfatter var islænderen Grimur Thomsen) beskyldtes han ligefrem for at have plagieret tyske digte. Beskyldningen udløste et forsvar fra Johan Ludvig Heibergs side.

## To-årig udlandsrejse til Italien
I 1840 begav Holst sig med offentlig understøttelse ud på en to-årig udenlandsrejse. Rejsens hovedmål var – som næsten altid på den tid – Italien, og efter et ophold i München kom han til Rom, hvor han levede et nydelsesrigt liv sammen med blandt andre Bertel Thorvaldsen, H.C. Andersen, Ludvig Bødtcher, Wilhelm Marstrand og Albert Küchler.
På Ischia og på Sicilien tilbragte han længere tid – det første sted sammen med August Bournonville – inden hjemrejsen, der gik over Paris. Udbyttet af rejsen foreligger i Ude og Hjemme (1843), en samling af digte, noveller og skildringer, de fleste skrevet under opholdet på Ischia. Ude og Hjemme er et af Holsts betydeligste arbejder. Teksterne viser forfatterens ualmindelige modtagelighed for rejselivets vekslende indtryk og en levende sans for sydens natur, kunst og folkeliv. Omkring år 1900 var novellen Rejsekammeraten, digtet «Den døende Fægter» og sangen «Du er rig, du er dejlig, o Syd» kendte af alle.
Minderne fra udenlandsrejsen førte ham også ind på den dramatiske digtning. I 1844 opførtes på Det kongelige Teater hans romantiske skuespil Gioachino, der behandlede Joachim Murats liv. Det blev en succes, også takket være fortræffelige skuespilpræstationer. Holst fortsatte den dramatikske produktion med den hjemlige vaudeville William og Emma eller Vandkuren, der ligeledes opførtes på Det kongelige Teater
(1846) og blev opført et stort antal gange.

## Det episke digt "Den lille Hornblæser" i anledning af Treårskrigen 1848-50
Ved krigens udbrud 1848 blev Holst ansat som ekspeditionssekretær ved generalkommandoen for det Nørrejyske armékorps. Det var til revyen på Lerbæk Mark den 18. september 1848, at han skrev sangen "Vel mødt igen, Kong Frederik, ved Hæren". Som Holst ved Frederik 6.'s død havde været den, der smukkest og naturligst greb og formulerede tidens stemning, således var det også ham, der gav Treårskrigens nationale løftelse og begejstring det fyldigste poetiske udtryk i det episke digt "Den lille Hornblæser" (1849) og i mindesangen "Slumrer sødt i Slesvigs Jord" .
Holst havde en evne til at lade sig inspirere af øjeblikket. Ganske vist kaldte han selv spøgende sine lejlighedsdigte for «Ulejlighedsdigte», selv om disse hører til hans ypperste værker. For Det kongelige Teater skrev han lystspillene De har en Datter (1868) og A-ing-fo-hi eller Det Ubekendte (1877). I 1873 udgav han digtcyklussen Fra min Ungdom. I lette, skæmtende vers tegner Holst her en række ypperligt pointerede tidsbilleder og livserindringer. Blandt hans talrige novelletter, der alle udmærker sig ved et mønsterværdigt sprog, kan fremhæves den gratiøse Fast Tro.
Foruden de i det foregående omtalte enkelte digte kunne som særligt populære i samtiden nævnes romancerne "Bonden fra Lemvig", "Lodsen" og "Skildvagten", sangen til Thorvaldsen: "Til Søs Normannen med det blanke Værge", "Ved Vintertid, naar Skoven staar» og det lyriske digt "Naar mit Øje er lukt".
Holst arbejdede også som oversætter og udgav blandt andet mange skuespil. Han skrev også en Poetisk Læsebog, som var meget benyttet i skoleundervisningen. Holst udgav månedsskriftet «For Romantik og Historie» fra 1868 til 1890. Efter at have redigeret Berlingske Tidendes feuilleton blev han 1859 i nogen tid dette blads redaktør.

## Dramatikeren Holst
En stor del af sit liv var Holst optaget af sin sceniske virksomhed. Efter at han fra 1. august 1863 havde været direktør for Casino, blev han 1864 sceneinstruktør ved Det kongelige Teater. Da Johanne Luise Heiberg i 1867 blev ansat som sceneinstruktrice, indskrænkedes imidlertid hans virksomhed til iscenesættelsen af ældre, tidligere spillede stykker, og 1868 fratrådte han helt. Allerede 1875 overtog han dog atter sceneinstruktionen, som han arbejdede med indtil sin død. Hans stilling ved Det kongelige Teater medførte, at han ofte måtte foretage mindre rejser for at opleve, hvordan man i udlandet satte forskellige teaterstykker op. Han besøgte også på sine ældre dage fjernere lande som Rusland og Grækenland.
Holst nød rig offentlig anerkendelse. Han modtog digtergage, blev Ridder af Dannebrog i 1847, Dannebrogsmand i 1848, etatsråd i 1871, Kommandør af 2. grad i 1879 og af 1. grad i 1886. På sin 80-årige fødselsdag blev han udnævnt til konferensråd. Holst døde 2. juni 1893 og er begravet på Holmens Kirkegård.
Gengivelser af Holst: Malerier af Ditlev Blunck 1843 (familieeje) og H.C. Jensen (Frederiksborgmuseet). Tegninger af Wilhelm Marstrand omkring 1845 (med Georg Carstensen og August Bournonville; Frederiksborgmuseet), Constantin Hansen (i serien Digterkarikaturer, samme sted) og Emil Bærentzen (samme sted). Portrætteret som tilhører på Constantin Hansens maleri af den grundlovgivende Rigsforsamling (1860-64, Frederiksborgmuseet). Buster af Th. Stein (Den Hirschsprungske Samling) og af unævnt på Det kgl. Teater, Marmorrelief på gravstenen. Træsnit af J.F. Rosenstand i 1873 efter tegning af Wilhelm Marstrand i 1843. Litografier af Emil Bærentzen i 1840 og omkring 1845 og af I.W. Tegner 1874. Træsnit i 1868 og 1871 og blandt andet af H.P. Hansen i 1881 og 1886.

## "Hvad udad tabes, skal indad vindes"
Dette citat vandt udbredelse efter tabet af Sønderjylland i 1864 og er ofte blevet tillagt Enrico Mylius Dalgas (1828-1894), Hedeselskabets stifter. Det knyttes imidlertid i Nordisk Konversationsleksikon også til H.P. Holst gennem en indskrift på en skuemønt præget i anledning af Den nordiske Industri- og Konstudstilling i Kjøbenhavn 1872. Citatet i sammenhæng lyder: "For hvert et tab igjen Erstatning findes, hvad udad tabes, det maa indad vindes".
I T. Vogel-Jørgensens bog Bevingede ord fra 1963 skrives, at tanken om, hvad mistes udadtil, det skal vindes indadtil, kan være lånt hos den svenske digter Esaias Tegnér (1782-1846).

I Gads danske Magasin af 1922 henvises til Napoleonstiden, hvor Frederik Vilhelm 3. af Preussen skulle have udtalt noget lignende. 
(Kilde: : Citater og talemåder Arkiveret 28. september 2007 hos  Wayback Machine på en side: Den danske Helt i 1.000 år fra Koldinghus.dk).